# Malditos toscanos
Malditos Toscanos es un ensayo del autor italiano Curzio Malaparte. Publicada por primera vez en 1956, un año antes de la muerte del escritor, la obra es el resultado de una larga y atormentada elaboración que comenzó veinte años antes.

## Trama
Hablando siempre en primera persona, Malaparte reconstruye lo que él considera las principales características de los toscanos y, en particular, de sus conciudadanos, de la ciudad de Prato.
Combinando episodios de su juventud con ejemplos del pasado, especialmente medievales, y la descripción de los paisajes más bellos de su región, Malaparte identifica al toscano como la antítesis del italiano, definiéndolo en primer lugar como "despectivo" (es decir que siente desprecio por todos los demás seres humanos, a quienes ve como estúpidos y serviles), para luego identificarlo como mal hablado, cínico, irónico, intolerante con todas las autoridades establecidas (incluida y sobre todo la de la Iglesia Católica), optimista, honesto, realista, práctico, pragmático, trabajador, pero sobre todo inteligente y por tanto libre, incluso del miedo a la muerte.
Luego, identificando al pueblo toscano como digno heredero del griego, Malaparte indica como característica fundamental del toscano un sentido de la proporción que también se refleja en los grandes nombres de la cultura nacida en la Toscana (Dante, Brunelleschi, Botticelli, Boccaccio sobre todo, mientras que de Miguel Ángel critica su "paso" a las costumbres romanas).
Todas estas características son la razón por la que, según el autor, todos los demás italianos (a excepción de los umbros) se encuentran en dificultades, si no realmente avergonzados, frente a un toscano, que solo con su mirada irónica es capaz de declarar su desprecio a todas las cosas; por eso el autor afirma que "mayor suerte sería si hubiera más toscanos y menos italianos en Italia".

## Ediciones

### En lengua italiana
- Curzio Malaparte, toscano maldito, Aria d'Italia, Roma-Milán 1956
- Curzio Malaparte, toscano maldito, Vallecchi, Florencia 1956
- Curzio Malaparte, toscano maldito, invitación a leer por Manlio Cancogni, Vallecchi, Florencia 1976
- Curzio Malaparte, Tuscan cursed, editado por Luigi Martellini, Mondadori, Milán 1982
- Curzio Malaparte, Maledetti Toscani, con un ensayo crítico de Luigi Martellini, Leonardo, Milán 1994
- Curzio Malaparte, toscano maldito, en Obras seleccionadas / Curzio Malaparte; editado por Luigi Martellini; con testimonio de Giancarlo Vigorelli, A. Mondadori, Milán 1997
- Curzio Malaparte, toscano maldito, Poligrafici Editoriale, Bolonia 2007
- Curzio Malaparte, toscano maldito, Adelphi, Milán 2017

### En otros idiomas
- Curzio Malaparte, Ces sacrés toscans, trad. por Georges Piroué, Denöel, París 1957
- (en alemán)   Curzio Malaparte, Verdammte Toskaner, deutsch von Hellmut Ludwig, Stahlberg, Karlsruhe 1957
- (   Curzio Malaparte, Malditos toscanos, Plaza & Janes, Buenos Aires 1961
- (en alemán)   Curzio Malaparte, Verdammte toskaner, Rowohlt Taschenbuch, Reinbeck bei Hamburg 1970

- Datos: Q60854131